# Liste der Baudenkmäler in Grainet
Auf dieser Seite sind die Baudenkmäler in der niederbayerischen Gemeinde Grainet zusammengestellt. Diese Tabelle ist eine Teilliste der Liste der Baudenkmäler in Bayern. Grundlage ist die Bayerische Denkmalliste, die auf Basis des Bayerischen Denkmalschutzgesetzes vom 1. Oktober 1973 erstmals erstellt wurde und seither durch das Bayerische Landesamt für Denkmalpflege geführt wird. Die folgenden Angaben ersetzen nicht die rechtsverbindliche Auskunft der Denkmalschutzbehörde.
 Die Liste gibt den Fortschreibungsstand vom 3. Juli 2018 wieder und umfasst 36 Baudenkmäler.

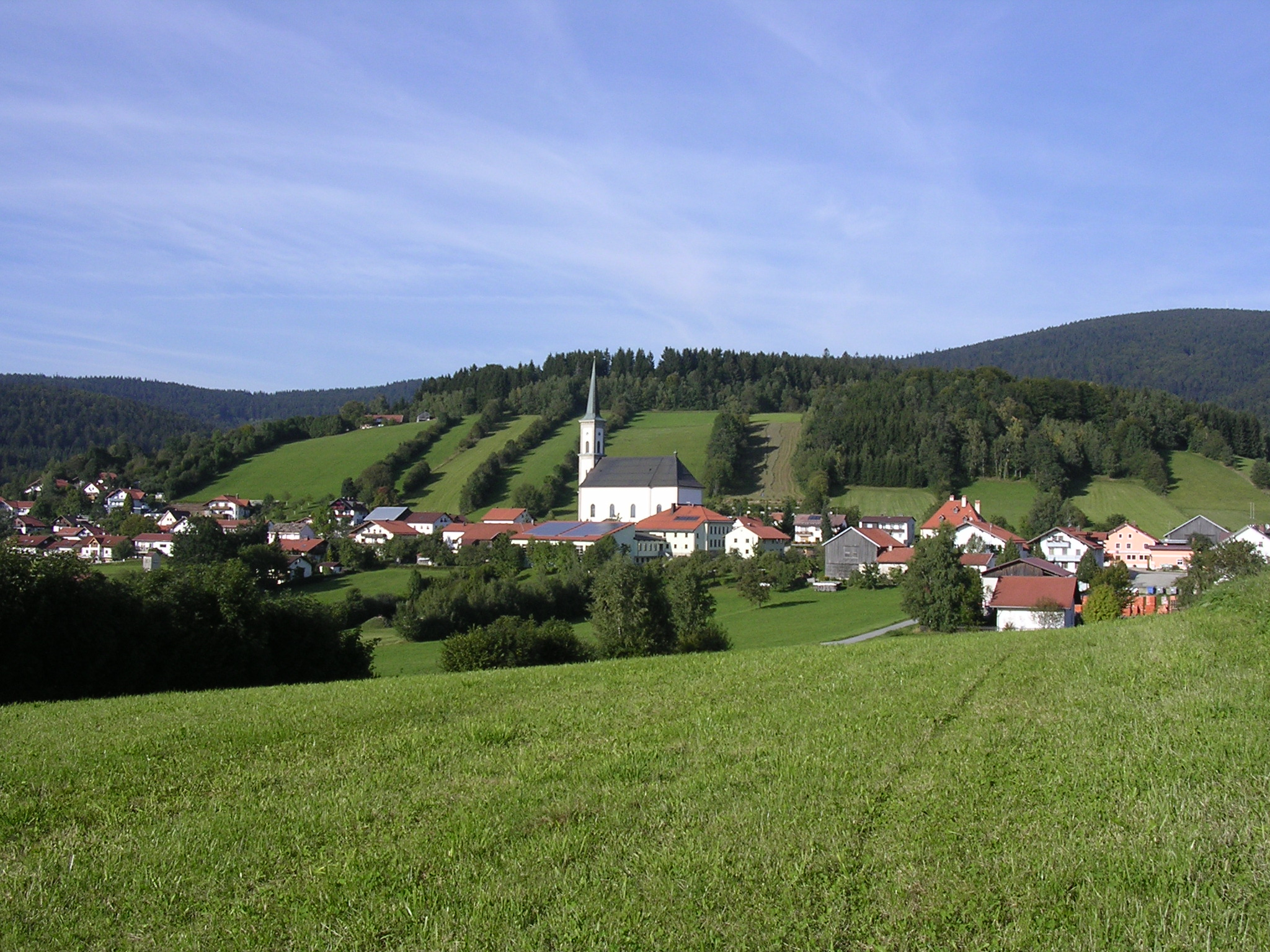
Grainet im Bayerischen Wald

## Baudenkmäler nach Ortsteilen

### Grainet
| Lage                                           | Objekt                                                             | Beschreibung | Akten-Nr.              | Bild           |
| ---------------------------------------------- | ------------------------------------------------------------------ | --- | ---------------------- | -------------- |
| Bräugasse (Standort)                           | Bierkeller des ehemaligen „Lang-Anwesens“                          | Eingang aus Bruchsteinmauerwerk, 18./19. Jahrhundert. | D-2-72-121-43 Wikidata | BW             |
| Obere Hauptstraße 6 (Standort)                 | Bauernhaus                                                         | Zweigeschossiger Flachsatteldachbau, Erdgeschoss gefugtes Bruchsteinmauerwerk, Obergeschoss in Blockbauweise mit Verschindelung, mit Brettbaluster-Schrot, erstes Viertel 19. Jahrhundert.                                                                | D-2-72-121-3 Wikidata  | Bauernhaus     |
| Obere Hauptstraße 16; Pfarrhofweg 1 (Standort) | Pfarrhaus                                                          | Zweigeschossiger Walmdachbau mit Putzrahmungen, Felderungen an östlicher Fassade, Mitte 18. Jahrhundert; Kruzifix, Holz, farbig gefasst, 18. Jahrhundert, jetzt in der Vorhalle der Leichenhalle.                                                         | D-2-72-121-4 Wikidata  | Pfarrhaus      |
| Obere Hauptstraße 26 (Standort)                | Katholische Pfarrkirche heiligste Dreifaltigkeit                   | Saalkirche mit Steildach und wenig eingezogenem Kastenchor, 1748/56, Turm mit Lisenengliederung und Spitzhelm, 1887/88; mit Ausstattung. | D-2-72-121-1 Wikidata  | weitere Bilder |
| Schwendreut (Standort)                         | Waldkapelle Schwendreut                                            | Saalbau mit Walmdach und Glockenständer, verschindelter Blockbau, erste Hälfte 19. Jahrhundert; mit Ausstattung. | D-2-72-121-5 Wikidata  | weitere Bilder |
| Untere Hauptstraße 1 (Standort)                | Ehemalige Pfarrkirche, jetzt katholische Filialkirche St. Nikolaus | Saalkirche mit Schopfwalmdach und eingezogenem, fünfseitig geschlossenem Chor, mittelalterlicher Gewölbebau, Erneuerungen 1657, 1742 und nach Brand 1911; mit Ausstattung; Brunnensäule, oktogonale Granitsäule mit Wasserauslass, bezeichnet mit „1883“. | D-2-72-121-2 Wikidata  | weitere Bilder |

### Exenbach
| Lage                                                               | Objekt                                  | Beschreibung | Akten-Nr.              | Bild |
| ------------------------------------------------------------------ | --------------------------------------- | --- | ---------------------- | ---- |
| Dreisesselstraße 6, Krautgärten, am Weg nach Kronwinkel (Standort) | Bildstock                               | Pestsäule, viereckige Säule, darüber Laterne mit Bildfeld, Granit, bezeichnet mit „1791“.                            | D-2-72-121-10 Wikidata | BW   |
| In Exenbach (Standort)                                             | Kapellenausstattung                     | Ausstattung des Vorgängerbaus, wohl zweite Hälfte 19. Jahrhundert, in moderner Kapelle von 1959.                     | D-2-72-121-9 Wikidata  | BW   |
| Köfletholz (Standort)                                              | Ehemalige Wallfahrtskapelle St. Koloman | Satteldachbau über rechteckigem Grundriss, mit Spitzbogenfenstern, 1766, 1911 neugotisch verändert; mit Ausstattung. | D-2-72-121-8 Wikidata  | BW   |

### Fürholz
| Lage                                          | Objekt                          | Beschreibung | Akten-Nr.              | Bild           |
| --------------------------------------------- | ------------------------------- | --- | ---------------------- | -------------- |
| Mühlenweg 1 (Standort)                        | Ehemalige Mühle                 | Zweigeschossiger Satteldachbau mit Kniestock, Bruchsteinmauerwerk, verputzt, bezeichnet mit „1760“, Umbau 1947; Stadel, eineinhalbgeschossiger Satteldachbau, Erdgeschoss Bruchstein, wohl 18. Jahrhundert, darüber Holzständerwerk, später. | D-2-72-121-19 Wikidata | BW             |
| Mühlenweg 2 (Standort)                        | Ehemaliges Nebenhaus der Mühle  | Zweigeschossiger Mansardwalmdachbau, Erdgeschoss gefugter Bruchstein, darüber verschindelter Blockbau, letztes Viertel 18. Jahrhundert. | D-2-72-121-15 Wikidata | BW             |
| Säumerstraße 1 (Standort)                     | Bildstock, sogenannte Pestsäule | Polygonaler Pfeiler, darüber Laterne mit Bildnische, Granit, bezeichnet mit „1778“. | D-2-72-121-21 Wikidata | BW             |
| Säumerstraße 18 (Standort)                    | Gasthof                         | Zweigeschossiger Flachsatteldachbau mit Putzgliederungen, Türgewände bezeichnet mit „1779“, Außentreppe bezeichnet mit „1839“. | D-2-72-121-13 Wikidata | BW             |
| Säumerstraße 26; Nähe Säumerstraße (Standort) | Säumerherberge                  | Zweigeschossiger Flachsatteldachbau, gefugtes Bruchsteinmauerwerk mit Granitgewänden, bezeichnet mit „1786“; Kruzifix, Holz, farbig gefasst, Bauernbarock, wohl 18. Jahrhundert.                                                             | D-2-72-121-14 Wikidata | BW             |
| Säumerstraße 42 (Standort)                    | Austragshaus                    | Zweigeschossiger Satteldachbau mit Kniestock, Erdgeschoss massiv, Obergeschoss in Blockbauweise, 19. Jahrhundert, Dach später. | D-2-72-121-17 Wikidata | BW             |
| Säumerstraße 46 (Standort)                    | Wohnhaus                        | Zweigeschossiger Massivbau mit Schopfwalmdach und Putzgliederungen, Türgewände bezeichnet mit „1893“. | D-2-72-121-18 Wikidata | BW             |
| Sperre; Säumerstraße (Standort)               | Bildstock                       | Kleine Steinsäule, quaderartige Form, mit Bildfeld und Inschrift, bezeichnet mit „1866“. | D-2-72-121-22 Wikidata | BW             |
| Zum Oberholz 1 (Standort)                     | Ortskapelle St. Florian         | Saalbau mit Satteldach und eingezogenem Kastenchor, Dachreiter mit Zwiebelhaube, gefugtes Bruchsteinmauerwerk, 1950/51; mit Ausstattung vom Vorgängerbau.                                                                                    | D-2-72-121-11 Wikidata | weitere Bilder |

### Gschwendet
| Lage                    | Objekt    | Beschreibung | Akten-Nr.              | Bild |
| ----------------------- | --------- | --- | ---------------------- | ---- |
| Gschwendet 3 (Standort) | Einzelhof | Wohnhaus, eingeschossiger Schopfwalmbau mit Kniestock, Erdgeschoss gefugtes Bruchsteinmauerwerk, darüber Blockbau mit giebelseitigem Balusterschrot, 1844; Stadel, eingeschossiger Schopfwalmbau, Holzständerwerk auf Bruchsteinsockel, gleichzeitig. | D-2-72-121-24 Wikidata | BW   |

### Hobelsberg
| Lage                    | Objekt                                       | Beschreibung | Akten-Nr.              | Bild |
| ----------------------- | -------------------------------------------- | --- | ---------------------- | ---- |
| Gsteinetholz (Standort) | Katholische Wallfahrtskapelle Kohlstattbrunn | Steildachbau über rechteckigem Grundriss, mit spitzbogigen Fensteröffnungen, neugotisch, 1895; mit Ausstattung. | D-2-72-121-25 Wikidata | BW   |

### Kronwinkel
| Lage                    | Objekt             | Beschreibung | Akten-Nr.              | Bild |
| ----------------------- | ------------------ | --- | ---------------------- | ---- |
| Kronwinkel 5 (Standort) | Ehemalige Schmiede | Zweigeschossiger Satteldachbau mit Kniestock, in Blockbauweise, 1869; Scheunenanbau, zweigeschossiger Satteldachbau, Erdgeschoss massiv, oberer Teil wohl Holzständerwerk, 1892; in Verlängerung des Hauptgebäudes. | D-2-72-121-26 Wikidata | BW   |

### Obergrainet
| Lage                      | Objekt      | Beschreibung | Akten-Nr.              | Bild |
| ------------------------- | ----------- | --- | ---------------------- | ---- |
| Obergrainet 20 (Standort) | Einfirsthof | Eineinhalbgeschossiges Doppelhaus mit Flachsatteldach, Blockbau auf Bruchsteinsockel, teilweise verschindelt, zweite Hälfte 18. Jahrhundert. | D-2-72-121-44 Wikidata | BW   |

### Oberseilberg
| Lage                       | Objekt                                                     | Beschreibung | Akten-Nr.              | Bild |
| -------------------------- | ---------------------------------------------------------- | --- | ---------------------- | ---- |
| In Oberseilberg (Standort) | Ortskapelle                                                | Satteldachbau, dreiseitig geschlossen, Giebelreiter mit Geläut, 19. Jahrhundert; mit Ausstattung. | D-2-72-121-27 Wikidata | BW   |
| Schlohau 7 (Standort)      | Ehemaliges Wohnstallhaus eines geschlossenen Dreiseithofes | Giebelständig mit flach geneigtem Satteldach, Erdgeschoss als Quadermauerwerk mit gekalkten Fugen, kleine Fenstergewände aus Granit, Blockbau-Obergeschoss, über der Haustür bezeichnet mit „1838“, im Kern älter; Wohnteil des ehemaligen Austragshauses, zweigeschossiger, giebelständiger Satteldachbau aus Granitquadern, um 1850; Hoftor mit Granitbogen, bezeichnet mit „1837“. | D-2-72-121-28 Wikidata | BW   |

### Ohmühle
| Lage                                      | Objekt    | Beschreibung | Akten-Nr.              | Bild |
| ----------------------------------------- | --------- | --- | ---------------------- | ---- |
| Fürholzer Straße; Ohleitenfeld (Standort) | Bildstock | Toskanische Säule, darüber Laterne mit Kreuzbekrönung, mit Bildnische und Inschriften, Granit, bezeichnet mit „1636“. | D-2-72-121-23 Wikidata | BW   |

### Rehberg
| Lage                     | Objekt                  | Beschreibung | Akten-Nr.              | Bild                    |
| ------------------------ | ----------------------- | --- | ---------------------- | ----------------------- |
| Dorfstraße 16 (Standort) | Vierseithof             | Wohnhaus, zweigeschossiger Flachsatteldachbau mit Putzbandgliederung und weitem Dachüberstand, erstes Viertel 19. Jahrhundert; nach Süden Remise, zweigeschossiger Flachsatteldachbau, Erdgeschoss massiv, darüber Holzständerwerk, gleichzeitig; Hoftor, segmentbogige Tordurchfahrt, farbiges Stuckrelief über Fußgängerpforte, gleichzeitig; Stall, eingeschossiger Flachsatteldachbau, Giebel Blockbau, gleichzeitig. | D-2-72-121-31 Wikidata | BW                      |
| Dorfstraße 18 (Standort) | Ehemaliges Austragshaus | Mittertennhaus, eingeschossiger Flachsatteldachbau mit Kniestock, Erdgeschoss zum Teil massiv, ansonsten Blockbau mit Verschindelung, wohl erste Hälfte 19. Jahrhundert. | D-2-72-121-49          | Ehemaliges Austragshaus |
| Dorfstraße 29 (Standort) | Nebenhaus               | Eingeschossiger und zweiflügeliger Satteldachbau, Blockbau auf Bruchsteinsockel, erstes Drittel 19. Jahrhundert, Dach später. | D-2-72-121-30 Wikidata | BW                      |
| Dorfstraße 40 (Standort) | Bauernhaus              | Eingeschossiger Flachsatteldachbau mit Kniestock und Giebelschrot, Erdgeschoss massiv, darüber Blockbau, Anfang 19. Jahrhundert. | D-2-72-121-29 Wikidata | BW                      |
| In Rehberg (Standort)    | Kapelle                 | Satteldachbau über rechteckigem Grundriss, Turm mit Pyramidendach, verschindelter Holzbau, zweite Hälfte 19. Jahrhundert, 1960 hierher versetzt; Ausstattung des Vorgängerbaus. | D-2-72-121-32 Wikidata | weitere Bilder          |

### Unterseilberg
| Lage                            | Objekt      | Beschreibung | Akten-Nr.              | Bild           |
| ------------------------------- | ----------- | --- | ---------------------- | -------------- |
| Hofwiesen (Standort)            | Ortskapelle | Kleiner Walmdachbau, innen ausgemalter Holzbau mit Komplettverschindelung, 18. Jahrhundert; mit Ausstattung. | D-2-72-121-36 Wikidata | weitere Bilder |
| Unterseilberg 21; 23 (Standort) | Vierseithof | Wohnhaus, zweigeschossiger Satteldachbau mit Putzstreifenrahmung, Erdgeschoss gefugtes Bruchsteinmauerwerk, erste Hälfte 19. Jahrhundert; Nebengebäude, zweigeschossiger Satteldachbau, Erdgeschoss gefugtes Bruchsteinmauerwerk, 19. Jahrhundert; Austragshaus, zweigeschossiger traufständiger Satteldachbau mit Putzstreifenrahmung, Erdgeschoss gefugtes Bruchsteinmauerwerk, erste Hälfte 19. Jahrhundert; Traidkasten, eingeschossiger traufständiger Flachsatteldachbau, Blockbau auf Bruchsteinsockel, erste Hälfte 19. Jahrhundert; Hoftor, segmentbogige Toröffnung und Nebeneingang, erste Hälfte 19. Jahrhundert; Kruzifix, Arma-Christi-Kreuz unter Schutzdach, farbig gefasst, 18./19. Jahrhundert. | D-2-72-121-34 Wikidata | weitere Bilder |

### Vorderfreundorf
| Lage                          | Objekt                                 | Beschreibung | Akten-Nr.              | Bild |
| ----------------------------- | -------------------------------------- | --- | ---------------------- | ---- |
| Alte Dorfstraße 19 (Standort) | Nebenhaus                              | Eineinhalbgeschossiger und traufständiger Satteldachbau, Blockbau auf Bruchsteinsockel, zweite Hälfte 18. Jahrhundert. | D-2-72-121-39 Wikidata | BW   |
| Alte Dorfstraße 31 (Standort) | Ehemaliges Wohnteil eines Bauernhauses | Zweigeschossiger Blockbau mit Kniestock und Satteldach, im Kern 18. Jahrhundert. | D-2-72-121-40 Wikidata | BW   |
| Alte Dorfstraße 33 (Standort) | Austragshaus                           | Eingeschossiger und traufständiger Satteldachbau mit Blockbau-Kniestock, Erdgeschoss massiv, gefugtes Bruchsteinmauerwerk, zum Teil verputzt, 18./Anfang 19. Jahrhundert.                                                                                            | D-2-72-121-41 Wikidata | BW   |
| Alte Dorfstraße 50 (Standort) | Haupthaus eines Vierseithofes          | Zweigeschossiger Flachsatteldachbau, Erdgeschoss massiv, Obergeschoss in Blockbauweise, Traufseitschrot nach Süden, erste Hälfte 19. Jahrhundert; Nebenhaus, eingeschossiger Flachsatteldachbau, Erdgeschoss massiv, darüber Blockbau, erste Hälfte 19. Jahrhundert. | D-2-72-121-37 Wikidata | BW   |

## Ehemalige Baudenkmäler
In diesem Abschnitt sind Objekte aufgeführt, die früher einmal in der Denkmalliste eingetragen waren, jetzt aber nicht mehr. Objekte, die in anderem Zusammenhang also z. B. als Teil eines Baudenkmals weiter eingetragen sind, sollen hier nicht aufgeführt werden. Aktennummern in diesem Abschnitt sind ehemalige, jetzt nicht mehr gültige Aktennummern.

| Lage                                          | Objekt                                | Beschreibung                                                        | Akten-Nr.              | Bild                                  |
| --------------------------------------------- | ------------------------------------- | ------------------------------------------------------------------- | ---------------------- | ------------------------------------- |
| Fürholz Säumerstraße 40 (Standort)            | Einfirsthof                           | Verschindelter Blockbau, erste Hälfte 19. Jahrhundert, Dach später. | D-2-72-121-16 Wikidata | BW                                    |
| Unterseilberg 27 (Standort)                   | Zugehöriger geständerter Traidkasten  | Wohl erste Hälfte 18. Jahrhundert; neben dem Tor des Vierseithofes. | D-2-72-121-35 Wikidata | BW                                    |
| Vorderfreundorf Alte Dorfstraße 35 (Standort) | Alte Ausstattung der modernen Kapelle | Erste Hälfte 19. Jahrhundert.                                       | D-2-72-121-42 Wikidata | Alte Ausstattung der modernen Kapelle |